# Гордійчук Володимир Іванович
Володи́мир Іва́нович Гордійчу́к (15 листопада 1975, Барвинівка, Новоград-Волинський район, Житомирська область, Українська РСР) — генерал-лейтенант Національної гвардії України, начальник Центрального територіального управління НГУ.

## Життєпис
Володимир Гордійчук народився у селі Барвинівка, що на Житомирщині. У 1996 році закінчив Київський інститут Військово-Повітряних Сил України, а у 2012 отримав диплом магістра Академії внутрішніх військ МВС України. У 2002 р. був командиром батальйону 1 батальйону в/ч 3036 м. Дніпро. До цього начальником штабу 1 ПБ в/ч 3036. Підлеглі поважали його за справедливість, та дотримання слова.
З листопада 2014 по березень 2016 року обіймав посаду начальника штабу — першого заступника начальника Східного територіального управління. 30 березня 2016 року призначений на посаду начальника Західного територіального управління Національної гвардії України. 14 жовтня того ж року був представлений до звання генерал-майора. 12 жовтня 2018 року присвоєне військове звання генерал-лейтенанта. З 2 жовтня 2019 року — керівник Центрального територіального управління Нацгвардії.

## Нагороди
- Орден Богдана Хмельницького III ст. (21 липня 2015) — за особисту мужність і високий професіоналізм, виявлені у захисті державного суверенітету та територіальної цілісності України, вірність військовій присязі[5]
- Орден Богдана Хмельницького II ст. (2 березня 2023) — за особисту мужність і самовідданість, виявлені у захисті державного суверенітету та територіальної цілісності України, сумлінне і бездоганне служіння Українському народові[6]